# Проблем три тела
У физици, проблем три тела је проблем одређивања трајекторија за свако од три тела која међусобно интерагују само гравитационом интеракцијом. Први ко се бавио овим проблемом био је Исак Њутн, а проблем је под именом проблем три тела назвао д'Аламбер. Проблемом су се бавили бројни познати научници попут Ојлера и Лагранжа. Крајем 19. века немачки математичар Хајнрих Брунс је доказао да се проблем три тела не може решити аналитички.
Краљ Шведске Оскар II је око 1800. основао награду за онога ко нађе решење проблема три тела. У случају да проблем не буде решен, било ко други који би дао значајан допринос класичној механици био би сматран вредним те награде. Награду је на крају добио Поенкаре, иако није решио оригинални проблем. Његова верзија је одштампана са бројним важним идејама које су довела до формирања теорије хаоса.
Данас су позната решења специјалних случајева проблема три тела, а за општи проблем нађена су решења за 16 специјалних фамилија. Прву фамилију специјалних случајева у којима се тела враћају у почетни положај пронашли су Лагранж и Ојлер. Друге две фамилије су пронађене тек са развојем рачунара 1970-их година и то су Брук-Енонова фамилија и Мурова фамилија облика осмице. 2013. године два српска физичара, Милован Шуваков и Вељко Дмитрашиновић, пронашли су 13 нових фамилија решења проблема три тела.

## Формулација проблема
Под проблемом N тела посматра се систем од N тела која имају масе, , , ..., , која се налазе у инерцијалном референтном систему у тродимензионалном простору {\displaystyle \mathbb {R} ^{3}} која се крећу само под утицајем привлачне гравитационе силе којом делују једно на друго.
Систем од N тела која сва међусобно интерагују једино привлачним гравитационим силама једна на другу, ће еволуирати временом по Другом Њутновом закону:
{\displaystyle {\ddot {\mathbf {x} }}_{i}(t)=\sum _{1\leqslant j\leqslant N,\,j\neq i}{\frac {\mathbf {F} _{ij}}{m_{j}}}},
где је {\displaystyle \mathbf {x} _{i}:{\mathcal {O}}\to \mathbb {R} ^{3}}, {\displaystyle {\mathcal {O}}\subset \mathbb {R} } положај тела i у тренутку t, маса  је маса тела j, а  је гравитациона сила којом на тело i делује тело ј. Гравитациона сила  се дефинише као:
{\displaystyle \mathbf {F} _{ij}={\frac {Gm_{i}m_{j}}{r_{ij}^{2}}}{\hat {\mathbf {r} }}_{ij}={\frac {Gm_{i}m_{j}}{r_{ij}^{3}}}\mathbf {r} _{ij}},
где је G гравитациона константа и {\displaystyle \mathbf {r} _{ij}=\mathbf {x} _{j}-\mathbf {x} _{i}} је вектор који је усмерен од тела i до тела j.
Проблем N-тела се своди на проучавање динамичких особина система једначина другог реда.

## Специјални проблеми

### Ојлеров проблем три тела
Ојлеров проблем три тела је специјалан случај општег проблема три тела, када се посматра колинеарно кретање при ком се три тела произвољних маса крећу дуж праве линије. Пример Ојлеровог проблема је апроксимирани систем Сунце-Земља-Месец.

### Лагранжов проблем три тела
Лагранжов проблем три тела односи се на проблем три тела међу којима једно има занемарљиву масу у поређењу са преостала два. У оваквом систему занемарује се гравитациони утицај малог тела, тако да се два тежа тела крећу по кружним путањама око заједничког центра масе. Решење оваквог проблема су пет тачака, названих Лагранжове тачке, у којима систем достиже равнотежни положај и за сваку од тачака испитана је њена стабилност.

### Судманов проблем три тела
Фински математичар Карл Сундман је 1912. нашао решење за проблем три тела у поједностављеном случају:
1. Сударе је посматрао аналитички, иако је Kaрл Сигел доказао да се судари код којих учествује више од два тела не могу размотрити аналитичким путем.
2. Разматрао је само један случај сингуларитета у којима не долази до судара, иако је пронађено да постоји више.

Проблем који је поставио Сундман на већи број тела је генерализовао Квидонг Ванг 1991. године.